# Ralph Emerson (acteur)
Pour les articles homonymes, voir Emerson.
Ralph Emerson (né le 9 août 1899, mort le 22 février 1984) est un acteur américain de théâtre et de cinéma.

## Filmographie partielle
- 1923 : L'Image aimée (The Face on the Bar-Room Floor) de John Ford
- 1927 : L'Irrésistible (West Point) de Edward Sedgwick
- 1927 : L'Ennemie (The Enemy) de Fred Niblo : Bruce Gordon
- 1928 : The Albany Night Boat de Alfred Raboch
- 1929 : Dance Hall de Melville W. Brown